# Pierre Vago
Pierre Vago, születési nevén Vágó Péter (Budapest, 1910. augusztus 10. – Noisy-sur-École, 2002. február 1.)  magyar származású, nemzetközi hírű francia építész, építészeti szakíró és oktató.

## Életútja, építész tevékenysége
Vágó József budapesti építész fia, 18 éves korában került Franciaországba. Diplomáját 1932-ben szerezte meg a párizsi École Spéciale d'Architecture főiskolán, ahol Perret tanítványa volt. Még hallgató korában, 1932-ben az „Architecture d'Aujourd'hui" című francia építészeti folyóirat főszerkesztője lett. 1950 óta a szerkesztőbizottság elnöke is volt.
Ugyancsak 1932-ben szervezte meg a RIA (Réunion Internationale d'Architectes) nemzetközi építész szervezetet, amely 1933-ban Moszkvában tartotta első kongresszusát. Ezt átalakítva szervezte 1948-ban az UIA-t (Union Internationale des Architectes), ennek 1969-ig főtitkára is volt.
1957-től haláláig a tournai École Supérieure d'Architecture tanára.
Tervező építészként 1934 óta tevékenykedett. Jelentősebb feladatokhoz a második világháború után jutott:
Településtervezések:
- Bouches-du-Rhône rekonstrukciója
- Arles, városrendezési terv
- Tarascon városrendezési terv
- Le Mans és más városok rendezési tervei

Jelentősebb építészi munkái:
- lakótelepek: Arles, Marseille, Le Mans városokban
- Iskolák: Tarascon, Arles, Párizs-Mont-rouge, Marseille-Malpassé, Montrouge (Jeanned'Arc), Le Mans
- Bankok: Algír, Tunisz
- Klinikai épület: Toulouse (Saint-Michele)
- Templomok: Vanves, Arles (St Pierre tpl.), Carry-le-Rouet, Marseille, Le Mans (St Thérése), Lourdes (X. St. Pius)
- Lakóház: Le Mans (Huisne parti Sablons negyed), a nyugat-berlini Interbau-telepen (1957), Martigues-Lavéta, El Biar, Villa Hydrában, stb.
- Áruház: Algírban (1959)
- Könyvtár: Bonnban stb.

Számos francia és nemzetközi kitüntetés birtokosa, az amerikai, angol, nyugatnémet, mexikói stb. építész szövetség tiszteletbeli tagja, a Budapesti Műszaki Egyetem és a Stuttgarti egyetem tiszteletbeli tagja.

## Építészeti tevékenységének hatása az építészet fejlődésére
1931-es párizsi indulásától kezdve hetven éven át mindenütt ott volt, ahol valami történt az építészetben. Vagy ott történt mindig valami, ahol ő megjelent. Ismerte a korszak minden építészét, akik alkotásaikkal formálták az elmúlt század építészetét. A legnagyobb befolyású építészeti folyóirat mellett a legfontosabb nemzetközi építészeti, urbanisztikai szervezetekben vett részt, aktív szereplője volt a legfontosabb, mára már építészettörténetinek számító szakmai eseményeknek.